# Mallinella kibonotensis
Mallinella kibonotensis är en spindelart som först beskrevs av Robert Bosmans och van Hove 1986.  Mallinella kibonotensis ingår i släktet Mallinella och familjen Zodariidae. Inga underarter finns listade i Catalogue of Life.